# Pianistka (powieść)
Pianistka (niem. Die Klavierspielerin) – powieść austriackiej pisarki i noblistki Elfriede Jelinek, wydana po raz pierwszy w roku 1983.

## Fabuła
Bohaterką Pianistki jest kobieta po czterdziestce, pianistka Erika Kohut – kobieta, która przez całe życie mieszka z matką, pozostając w relacji zależności. Nie udaje jej się zostać sławnym muzykiem, zawodząc ambicje matczyne. Pracuje w wiedeńskim konserwatorium. Wychowanie w niemal niewolniczych warunkach nie pozwala jej przejść z powodzeniem przez pełny proces socjalizacji, przez co staje się socjopatką. Swoje dorosłe życie dzieli na dwie części, z których jedna nie odstaje od norm społecznych i polega na pracy oraz spędzaniu czasu w domu przed telewizorem, natomiast druga to: spóźniona i perwersyjna edukacja seksualna. Te dwa światy stykają się ze sobą w momencie, gdy Erika wchodzi w toksyczne relacje ze swym uczniem Walterem Klemmerem. Uczeń podlega jej w szkolnej hierarchii, jednak stara się odwrócić tę zależność w sferze seksu. Rozpoczynają się zmagania o dominację, którą na końcu wygrywa młody mężczyzna.

## Interpretacje
Pianistka jest interpretowana jako powieść o władzy - ze szczególnym uwzględnieniem władzy rodzicielskiej (relacje matki z córką) oraz patriarchatu. Wyraźnie podkreślona zostaje również rola przemocy jako siły legitymizującej władzę w społeczeństwie. Tło dla wymowy ideologicznej stanowi sztuka, a rozmowy o niej – mimo że przekazują czytelnikowi wiele informacji – mają charakter pretekstowy.
Powieść jest wielowątkowa, jednak silnie odznacza się w niej bezkompromisowy dyskurs feministyczny, ludzka seksualność (zwłaszcza w kontekście dominacji jednej z płci), hierarchia społeczna wyrażona w relacjach mistrz–uczeń oraz literacko pogłębiony archetyp matki. „Pianistka” wyróżnia się również pod względem językowym. Jelinek stosuje bezosobową, suchą i precyzyjną narrację, nie odżegnując się jednocześnie od artystycznych środków wyrazu.
Wokół książki powstało wiele kontrowersji, głównie za sprawą wulgarnego języka i bezpośrednich opisów seksu i przemocy. Istotne jest odtabuizowanie postaci matki, która zwyczajowo przedstawiana jest jako jakość kulturowa o cechach wyłącznie pozytywnych.

## Ekranizacja
W 2001 r. film na podstawie powieści Jelinek nakręcił  Michael Haneke. Ekranizacja ukazała się pod tym samym tytułem (Pianistka). W roli Eriki Kohut wystąpiła francuska aktorka Isabelle Huppert.